# Županska zveza
Županska zveza je bila stanovska organizacija slovenskih županov pred drugo svetovno vojno.
Župani slovenskih občin so bili v Kraljevini SHS najprej organizirani v Županski zvezi za Slovenijo. Po ustanovitvi Ljubljanske in Mariborske oblasti se je ta razdelila na samostojni Župansko zvezo za Ljubljansko oblast in Župansko zvezo za Mariborsko oblast. Po ustanovitvi Dravske banovine leta 1929 pa sta se obe županski zvezi spet združili v enotno organizacijo: Župansko zvezo za Dravsko banovino. 
7. septembra 1931 so na ljubljanskem magistratu organizirali I. kongres mest in trgov Dravske banovine, na katerem so zastopniki slovenskih mest in trgov razpravljali o položaju in delu, ki so ga od večjih občin zahtevali nova državna ureditev in novi zakoni po 3. septembru 1931, ko je kralj Aleksander izdal oktroirano ustavo. Na kongresu so sklenili, da bodo ustanovili Zvezo mest in trgov Dravske banovine, v kateri naj bi se župani večjih slovenskih občin organizirali posebej. Konec leta 1931 pa je prišlo do političnih zamenjav na županskih položajih in 3. januarja 1932 so se novi župani organizirali v okviru nove Županske zveze za Dravsko banovino. 10. junija 1932 so na seji te nove županske zveze ustanovili Odsek Županske zveze za mesta in trge, ki je prevzel naloge načrtovane Zveze mest in trgov Dravske banovine. Vzporedno s to novo župansko zvezo je še vedno obstajala tudi stara županska zveza, toda ta je s časom zamrla. 
29. decembra 1936 so potem v Ljubljani izvedli ustanovni občni zbor nove t. i. Županske zveze, ki se je videla v tradiciji tiste, ki je obstajala že pred letom 1932. Za predsednika Županske zveze so izvolili župana občine Kamnik Ferdinanda Novaka, ki je bil pred tem že predsednik stare Županske zveze za Dravsko banovino.